# Ridin’ Dirty
Ridin’ Dirty ist das dritte Musikalbum des US-amerikanischen Rap-Duos UGK. Es erschien am 29. Juli 1996 über das Musiklabel Jive Records.

## Titelliste
1. Intro – 1:05
2. One Day (feat. Mr. 3-2 und Ronnie Spencer) – 5:35
3. Murder – 4:18
4. Pinky Ring – 6:06
5. Diamonds & Wood – 4:34
6. 3 in the Mornin’ (feat. Big Smokin Mitch) – 5:16
7. Touched (feat. Mr. 3-2) – 4:54
8. Fuck My Car – 4:10
9. That’s Why I Carry – 6:07
10. Hi-Life – 5:15
11. Good Stuff – 4:20
12. Ridin’ Dirty – 5:06
13. Outro – 9:26

## Rezeption

### Chartplatzierungen
UGKs drittes Album erreichte Position 15 der Billboard 200. Insgesamt hielt es sich dreizehn Wochen in den US-amerikanischen Album-Charts. In der Liste der Top R&B/Hip-Hop Albums konnte Ridin’ Dirty Rang 2 belegen.

### Kritik
Das deutsche Hip-Hop-Magazin Juice bewertete 2011 rückblickend die Studioalben UGKs. Ridin’ Dirty erhielt im Rahmen der Kritik sechs von möglichen sechs „Kronen“ und damit die Höchstwertung. Der Redakteur Alex Engelen bezeichnete Ridin’ Dirty als eines „der drei besten Dirty-South-Alben aller Zeiten“. Gelobt werden etwa die Produktionen von Pimp C, deren Bässe, Drums und Samples einen „unantastbaren wie zeitlosen Klangkörper“ formen würden. Auch die Texte werden positiv bewertet. Die „Realitätsbeschreibungen“ der Rapper seien mit „einfachen Mitteln“ facettenreich umgesetzt worden. Des Weiteren bezeichnet Engelen das Stück One Day als „Jahrhundert-Track“.